# 마리아의 자헌

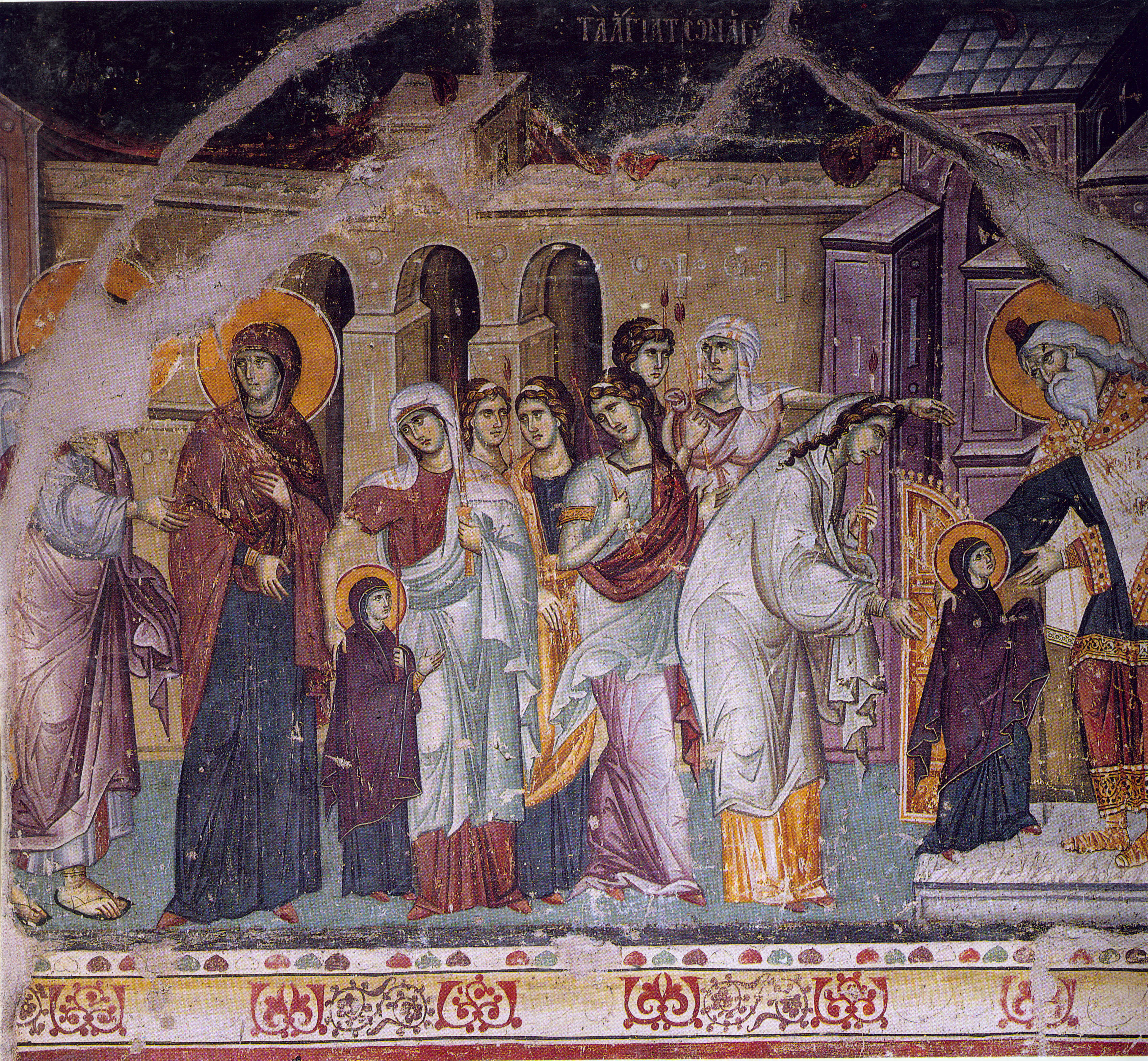
마리아의 자헌을 묘사한 이콘 (1290-1310).

복되신 동정 마리아의 자헌 기념일(서방 교회의 명칭) 또는 지극히 거룩하신 하느님의 어머니 입당 축일(동방 교회의 명칭)은 로마 가톨릭교회(라틴 교회, 동방 가톨릭교회)와 동방 정교회 등 기독교에서 매년 11월 21일마다 기념하는 축일이다. 특히 동방 정교회에서는 전통적으로 이 날을 마리아와 데스포니아(그리스어로 여주인)라는 세례명을 가진 여성들의 영명 축일로 기념하고 있다.
이 축일은 신약성경에서 유래한 것이 아니라 저자가 확실하지 않은 외경 야고보 원복음서에 나오는 내용과 관련이 있다. 이 문헌에 따르면, 요아킴과 안나는 오랫동안 자식이 없어서 걱정이었지만, 하늘로부터 한 아이를 갖게 될 것이라는 계시를 받게 되었다. 그리하여 딸 마리아를 낳게 된 그들은 매우 기뻐서 하느님께 딸을 봉헌하기 위해 아직 어린 그녀를 예루살렘 성전으로 데리고 올라갔다. 마태오 복음서와 마리아의 탄생 복음서와 같이 좀 더 후기에 등장한 문헌들에서는 마리아가 3세 정도 되는 나이에 성전에 봉헌되었다고 기록하고 있다. 전승에 의하면 성전에 있는 동안 마리아는 자신에게 부여된 역할인 하느님의 어머니가 되기 위한 준비 차원에서 종교 교육을 받았다고 전해진다.

## 내용

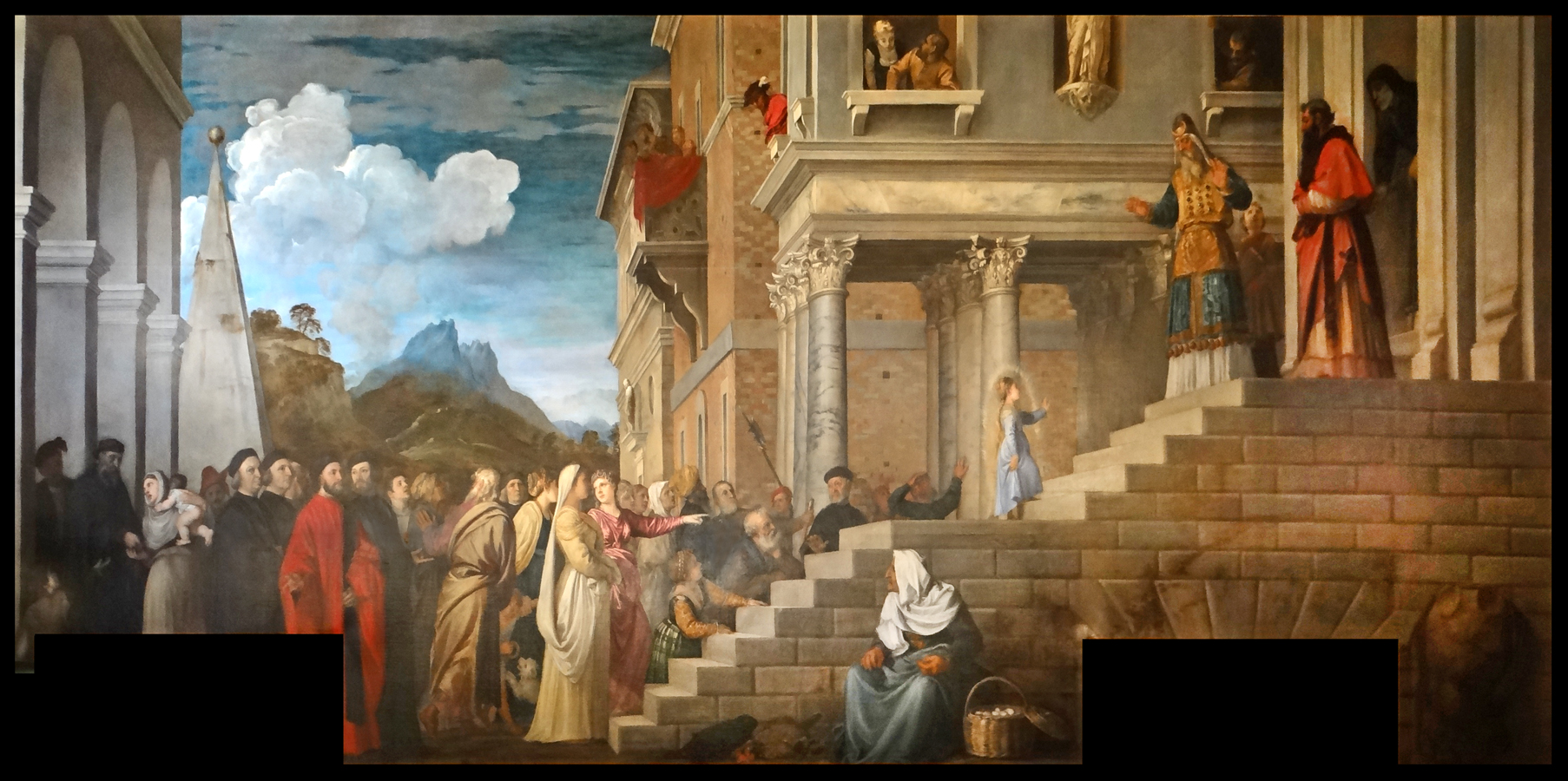
티치아노의 복되신 동정 마리아의 자헌.

모세의 율법에 의하면 이스라엘의 부모들은 아이를 낳으면 사내아이는 40일 후에, 여자아이는 80일 후에 성전에 가서 하느님에게 봉헌하도록 되어 있다. 동정녀 마리아의 자헌에 대한 이야기는 주로 야고보 원복음서의 기록을 기초로 하는데, 역사학자들에 의해 서기 200년에 쓰여진 것으로 밝혀졌다. 전해지는 바에 의하면, 요아킴과 안나는 오랫동안 자식을 낳지 못하던 자신들에게 딸을 준 하느님에게 감사하는 차원에서 그녀를 하느님에게 봉헌하기로 하였다. 그리하여 마리아의 나이가 3세가 되던 해에 그녀를 예루살렘에 있는 성전으로 데리고 갔다. 마리아의 성전 봉헌은 예언자 사무엘의 봉헌과 매우 유사하다. 사무엘의 모친 한나 또한 마리아의 모친 안나와 마찬가지로 오랫동안 자식을 낳지 못하자 해마다 자기 성읍을 떠나서 실로에 올라가서 자신에게 자식을 안겨 주기를 기원하며 예배와 제사를 바쳤다고 한다. 그리하여 아들 사무엘을 낳자 한나는 그를 성전으로 데려가서 하느님에게 바쳤다.
개인적으로 육신과 영혼을 모두 하느님에게 바치기로 결심한 마리아는 종신 동정을 서약하였으며, 12세가 될 때까지 성전에서 봉사하며 지내다가, 혼인 후에도 서로 동정을 지킨다는 조건 아래 요셉을 자신의 보호자로 받아들여 그와 약혼하였다. 콥트교의 전승에 따르면, 마리아의 부친 요아킴은 그녀가 6세가 되던 해에 사망했으며 모친 안나는 8세가 되던 해에 사망했다고 한다. 이러한 이야기는 역사적으로 증명되지 않은 전설이기는 하지만, 한 가지 중요한 것은 마리아가 유년 시절부터 하느님에게 전적으로 봉헌되었다는 것을 보여주고 있다는 것이다. 이러한 전승을 토대로 마리아의 자헌 축일이 생기게 되었다.

## 축일
동정녀 마리아의 자헌 축일은 543년 동로마 제국의 유스티니아누스 1세 황제의 명령으로 과거 예루살렘 성전이 있던 곳 근처에 비잔티움 양식으로 건축된 성 마리아 대성당의 축성식에서 유래하였다. 성 마리아 대성당은 614년 예루살렘 포위전 이후 호스로 2세의 지시로 사산 제국의 페르시아인들에 의해 파괴되었다. 전례에서 마리아의 자헌을 기념한다는 것을 처음으로 기록한 것은 11세기 동로마 제국의 바실리우스 2세 황제의 성인 축일표(Menologion)에 나오는 ‘지극히 거룩하신 하느님의 어머니 입당 축일’(Εἴσοδος τῆς Παναγίας Θεοτόκου)이다.
동방에서 오랫동안 기념되었던 이 축일은 대략 9세기 즈음에 이탈리아 남부에 있는 수도원들에서도 기념하기 시작했으며, 1372년 교황 그레고리오 11세는 아비뇽에 있는 교황 전용 경당에서 처음으로 이 축일을 기념하였다. 이 축일은 1472년 로마 미사 경본에 처음으로 기재되었으나, 1568년 교황 비오 5세가 이를 기념하는 것을 금지하였다. 그 결과, 서방 교회의 전례력에서 이 축일은 사라지게 되었다. 하지만 1585년 교황 식스토 5세는 이 축일을 다시 기념하는 것을 허용하였으며, 1597년 교황 클레멘스 8세는 이 축일을 2등급 축일로 지정하였다. 복되신 동정 마리아의 자헌 축일은 1969년 로마 전례력에서도 그대로 남아 기념되고 있다.

## 같이 보기
- 예수의 성전 봉헌